# Немачка подморница У-755
Подморница У-755 је била Немачка подморница типа VIIC и коришћена је у Другом светском рату. Подморница је изграђена 3. новембра 1941. године и служила је у 5. подморничкој флотили (3. новембар 1941 — 31. јул 1942) - обука, 9. подморничкој флотили (1. август 1942 — 30. новембар 1942) - борбени брод, и 29. подморничкој флотили (1. децембар 1942 — 28. мај 1943) - борбени брод.

## Служба
Подморница У-755 полази на своје прво борбено патролирање 4. августа 1942. године, из базе Кил. Дана, 24. августа 1942. године, амерички метеоролошки брод USS Muskeget (WAG 48), полази на своју другу патролу као метеоролошки брод, на временској станици бр.2, и шаље извештаје о времену до 9. септембра, али од тада престају да стижу извештаји са овог брода. Када четири дана касније, метеоролошки брод USS Monomoy (WAG 275) не успева да пронађе локацију USS Muskeget (WAG 48) и да га замени на задатку, почиње једна комбинована потрага авионима и бродовима, али није дала никакве резултате, и брод је био заведен као нестао.
У 15:16 сати, 9. септембра 1942. године, подморница У-755 испаљује плотун од три торпеда, ка једном помоћном броду, и бележи два поготка, услед чега брод моментално тоне. Овај брод је највероватније био USS Muskeget (WAG 48). Комплетна посада брода, која се састојала од 9 официра, 107 члана посаде, једног официра „Америчке Јавне Здравствене службе“ и 4 цивилна радника метеоролошке службе, нестала је заједно са својим бродом. 
За подморница У-755, 24. септембар је био јако тежак дан. У 05:49 сати, она је нападнута топовима од ескортних бродова једног конвоја; два сата касније, подморница неуспешно напада са четири торпеда конвој SC-100. Подморница У-755 је у 16:15 нападнута од једног авиона. Коначно, У-755 је у 17:00 сати, нападнута од ескортних бродова, који јој задају тешка оштећења, услед чега је морала да прекине даља патролирања, и упутила се ка бази Брест, Француска, где стиже 6. октобра 1942. године. По завршеном ремонту, У-755 полази 1. новембра из базе Брест, пролази кроз Гибралтарски мореуз и улази у Средоземно море. Дана, 22. новембра, она упловљава у базу Ла Специја, Италија, где остаје све до 27. јануара 1943. године, када полази на своје треће патролирање. Након 25 дана безуспешног патролирања, она се враћа 20. фебруара у Ла Специју. Месец дана касније, 21. марта 1943. године, подморница У-755 полази на ново патролирање.
У 02:07 сати, 26. марта 1943. године, У-755 испаљује плотун од три торпеда ка једном конвоју, северно од шпанске енклаве у северној Африци, Сеута, и бележи један погодак у прамац француског наоружаног рибарског брода FFL Sergent Gouarne (P 43), који се прелама на два дела и тоне у року од 90 секунди. Подморница У-755, напада у 04:13 сати поново исти конвој са другим плотуном од 3 торпеда, и извештава о једном поготку након 12 минута, међутим овде се највероватније радило о детонацији на крају пута торпеда.
Недељу дана касније, 2. априла у 06:24 сати, француски рибарски брод Simon Duhamel II, који је одлутао од конвоја TE-20, услед проблема са машинама, био је погођен по средини брода једним торпедом од У-755, и прелама се на два дела уз једну јаку експлозију, Предњи део је потонуо одмах, а задњи четири минута касније. Од 54 члана посаде, само је један човек спасен након два дана. Подморница У-755 упловљава 12. априла 1943. године у Тулон, Француска, чиме је завршила своје четврто патролирање.
На своју следећу а уједно и последњу патроли, У-755 полази из Тулона 18. маја 1943. године. Свега три дана касније, она је била нападнута од британске подморнице HMS Sickle, али сва торпеда су промашила. Дана, 26. маја, у 06:26 сати, подморница је била нападнута од једног британског авиона Локид Хадсон, на око 13 наутичких миља северно од острва Алборан, на Средоземном мору. Авион је био погођен у леви мотор од против-авионске ватре, али је успео пре тога да избаци три дубинске бомбе. Хадсон затим изводи два обрушавајућа напада и избацује у првом две, а у дугом још једну бомбу ка подморници. Једна од бомби пада јако близу подморничиног левог бока. Због оштећења једног мотора, пилот авиона је пркинуо даље нападе и враћа се у базу. Један члан посаде је погинуо а двојица су рањена на подморници У-755, и она је услед оштећења почела да се враћа ка бази. Међутим, два дана касније, 28. маја, северозападно од Мајорке, она је нападнута и потопљена ракетама са једног британског авиона Локид Хадсон, из 608. ескадриле. Заједно са подморницом, изгубљена су 40 члана њене посаде, а свега 9 је спасио шпански разарач Velasco.

## Команданти
- Валтер Геинг - 3. новембар 1941 — 28. мај 1943.

## Бродови
| Име брода | Држава    | Тежина     | Година изградње | Датум напада       | Напомена |
|           | САД       | 1.827 тона | 1922.           | 9. септембар 1942. | Потопљен |
|           | Француска | 1.147 тона | 1928.           | 26. март 1943.     | Потопљен |
|           | Француска | 928 тона   | 1930.           | 2. април 1943.     | Потопљен |
| --------- | --------- | ---------- | --------------- | ------------------ | -------- |